# Väinö Salovaara
Pour les articles homonymes, voir Salovaara.
Väinö Veikko Salovaara (né Sillfors le 26 février 1888 à Iitti et mort le 29 octobre 1964 à Helsinki) est un homme politique finlandais,.

## Biographie
De 1903-1908, il est travaille dans des ateliers d'usinage en Finlande et en Russie.
En 1909-1918, il est chef mécanicien de la centrale électrique de la ville d'Helsinki.
En 1918, il est directeur général de Töölön työläisten kauppa oy. 
De 1919-1924, Secrétaire et responsable financier du Syndicat finlandais des métallurgistes. 
En 1923-1924, président des ateliers de la ville d'Helsinki. 
En 1924-1937, chef mécanicien de la coopérative Elanto. 
En 1934-1944, directeur et membre du conseil d'administration de Helsingin makasiini oy.

## Carrière politique
Väinö Salovaara est député du Parti social-démocrate de Finlande (SDP) de la circonscription d'Uusimaa de 1939 à 1945.
De 1942 à 1951, il est membre du conseil municipal d'Helsinki et maire-adjoint.
Entre 1938 et 1944, il est de nombreuses fois ministre.
| #   | Gouv.        | Période                | Poste                                               | Parti | Parti |
| --- | ------------ | ---------------------- | --------------------------------------------------- | ----- | ----- |
| 28. | Urho Castrén | 21.9.1944 - 17.11.1944 | Ministre des transports et des travaux publics      |       | SDP   |
| 27. | Hackzell     | 8.8.1944 - 21.9.1944   | Ministre des transports et des travaux publics      |       | SDP   |
| 26. | Linkomies    | 5.3.1943 - 8.8.1944    | Ministre des transports et des travaux publics      |       | SDP   |
| 25. | Rangell      | 4.1.1941 - 5.3.1943    | Ministre des transports et des travaux publics      |       | SDP   |
| 24. | Ryti II      | 27.3.1940 - 4.1.1941   | Ministre des transports et des travaux publics      |       | SDP   |
| 23. | Ryti I       | 1.12.1939 - 27.3.1940  | Ministre des transports et des travaux publics      |       | SDP   |
| 22. | Cajander III | 2.9.1938 - 1.12.1939   | Ministre des transports et des travaux publics      |       | SDP   |
| 22. | Cajander III | 12.3.1937 - 2.9.1938   | Vice-Ministre des transports et des travaux publics |       | SDP   |